# オンコールワーカー
オンコールワーカー（英:On-call employees、On-call worker)、呼び出し労働とは、事業主の求めに応じて不定期に短時間就労する契約労働者のこと。事前に事業主に登録を行い、必要に応じて呼び出されて短期間の就労を行う。オンコール労働者とも。待機時間外に他の仕事を持つことも可能であり、不定期の勤務形態のひとつ。一時雇用のひとつである。
欠員や繁忙期を見込んで募集され、雇用主は必要に応じて登録した労働者に対して勤務を要請する。
一般的には数日から数週間の期間で勤務し、給与は時間給または日給で計算される。
専門性の高い職種においては、待機時間に対する「拘束料」、登録期間中の労働時間を保証する「最低労働時間」、登録中の所得を保証する「月給制」などの労働条件が設けられるケースもある。
しかし、一般的なオンコールワーカーの待遇は悪い。
不意の連絡に備えて他の仕事を持たずに待機するなど実質的に登録した事業主に拘束される反面、事業主からの連絡がなければ無業・無収入の状態が続く。基本的に給与は労働時間に対する時間給であり、諸手当や休業に対する補償もない。
多くの国では不安定な身分であるオンコールワーカーについて一時雇用として扱われ、パートタイム労働者に準じた法規制の対象となっている。
なお、「オンコール」には「勤務時間外に呼び出しを受けること」「呼び出しに応じられるように待機を命じられること」を意味する場合もあるが、それは正規雇用者の時間外勤務であり「オンコールワーカー」とは異なる。